# Lenakel (langue)
Pour les articles homonymes, voir Lenakel (ville).
Le lenakel est une langue austronésienne de la branche océanienne, parlée dans l'île de Tanna dans le Sud du Vanuatu. C'est la langue vernaculaire la plus parlée au Vanuatu.

## Classification
Le lenakel est l'une des langues tanna. Dans la classification établie par Lynch, Ross et Crowley (2002), ces langues sont un sous-groupe de l'éfaté du Sud-mélanésien du Sud qui est rattaché aux langues océaniennes du Sud. Celles-ci font partie des langues océaniennes centrales-orientales.

## Phonologie
Les tableaux présentent l'inventaire des phonèmes du lenakel.

### Voyelles
|         | Antérieure | Centrale | Postérieure |
| ------- | ---------- | -------- | ----------- |
| Fermée  | i [i]      |          | u [u]       |
| Moyenne | e [e]      | ə [ə]    | o [o]       |
| Ouverte |            | a [a]    |             |

### Consonnes
|               |               | Bilabiale | Labio-vélaire | Dentale | Latérale | Vélaire | Glottale |
| ------------- | ------------- | --------- | ------------- | ------- | -------- | ------- | -------- |
| Occlusives    | Occlusives    | p [p]     | p̃ [pʷ]        | t [t]   |          | k [k]   |          |
| Fricatives    | Sourdes       | f [f]     |               | s [s]   |          |         | h [h]    |
| Fricatives    | Sourdes       | v [v]     |               |         |          |         |          |
| Nasales       | Nasales       | m [m]     | m̃ [mʷ]        | n [n]   |          | ŋ [ŋ]   |          |
| Liquides      | Liquides      |           |               | r [r]   | l [l]    |         |          |
| Semi-voyelles | Semi-voyelles | w [w]     |               |         |          |         |          |

## Sources
- (en) Lynch, John, Liquid Palatalization in Southern Vanuatu, Oceanic Linguistics, 35:1, p. 77-95, 1996.
- (en) Lynch, John; Malcolm Ross et Terry Crowley, The Oceanic Languages, Curzon Language Family Series, Richmond, Curzon Press, 2002  (ISBN 0-7007-1128-7)